# دوقية كليفه
دوقية كليفه (بالألمانية: Herzogtum Kleve) دولة ضمن الإمبراطورية الرومانية المقدسة. ويقع في راينلند الشمالية على جانبي الراين الأسفل، حول عاصمتها كليفه ومدينة فيزل، متاخمة لأراضي إمارة مونستر الأسقفية في الشرق ودوقية برابنت في الغرب. يرتبط تاريخها ارتباطاً وثيقاً بجيرانها في الجنوب: دوقيتا يوليش وبيرغ، فضلا عن دوقية غلدرن وكونتية مارك الوستفالية.
تغطي أراضي الدوقية ما يقرب من المقاطعات الألمانية في الوقت الحاضر دوائر كليفه (الجزء الشمالي) وفيزل ومدينة دويسبورغ، وكذلك بعض المناطق المحاذية لمقاطعات ليمبورخ وشمال برابنت وخيلدرلند في هولندا.

## حكام كليفه

### كونتات كليفه

#### أسرة كليفه
- 1119-1092 : ديتريش الأول.
- 1147-1119 : أرنولد الأول.
- 1172-1147 : ديتريش الثاني.
- 1188-1172 : ديتريش الثالث.
- 1198-1188 : ديتريش الرابع.
- 1201-1198 : أرنولد الثاني.
- 1260-1201 : ديتريش الخامس.
- 1275-1260 : ديتريش السادس.
- 1305-1275 : ديتريش السابع دي مايسن.
- 1310-1305 : أوتو الأول المسالم.
- 1347-1310 : ديتريش الثامن التقي.
- 1368-1347 : يوهان.

ومع وفاته دون ورثة انتقل الكونتية إلى أحفاد ديتريش الثامن من أبنته الكبرى مارغريت، كونتيسة مارك.

#### أسرة لا مارك
- 1394-1368 : أدولف الثالث، كونت مارك كـ أدولف الأول.
- 1417-1394 : أدولف الثاني.

في عام 1417 تم رفعها إلى دوقية من قبل الإمبراطور سيغيسموند.

### دوقات كليفه

#### أسرة لا مارك
- 1448-1417 : أدولف الأول.
- 1481-1448 : يوهان الأول.
- 1521-1481 : يوهان الثاني التقي.
- 1539-1521 : يوهان الثالث المسالم.
- 1592-1539 : فيلهلم الثري.
- 1609-1592 : يوهان فيلهلم.

في 1521 تم اتحاد بين كليفه مع دوقية يوليش وبرغ؛ ومع وفاة يوهان فيلهلم دون ورثة في 1609 أدى إلى الصراع بين الورثة آل براندنبورغ وآل نيوبورغ، بحيث تم تقسيم هذه الدوقيات بينهما وأصبحت كليفه من نصيب آل براندنبورغ في 1614.
- 1619-1614 : يوهان زيغسمونت، ناخب براندنبورغ.

في 1619 تم دمجها في مرغريفية براندنبورغ.